# Alois Beran-Polly
Alois Beran-Polly (* 16. Juni 1884 in Wölking, Österreich-Ungarn (heute Tschechien); † 20. Mai 1945 in Langenlois) war ein österreichischer Maler, Komponist und Autor. 

## Leben
Er absolvierte die Lehrerbildungsanstalt in Brünn und arbeitete an unterschiedlichen Dienstorten als Lehrer, unter anderem auch in Wien. 1925 wurde er pensioniert und widmete sich dann dem Malen, Komponieren und Schreiben. Er wohnte zusammen mit seiner Frau Maria in Klosterneuburg und verbrachte die Sommerfrische in Langenlois.
Als Maler war er weitestgehend Autodidakt, nahm Privatunterricht und belegte Kurse in Figuralem Zeichnen an der Kunstgewerbeschule in Wien. Später stellte er regelmäßig aus im „Verein heimischer Künstler Klosterneuburgs“, im Glaspalast, Burggarten Wien und in der Galerie Würthle. Er malte Stadt- und Landschaftsbilder, Stillleben, Akte, Porträts und figürliche Darstellungen. Seine Bilder und Zeichnungen befinden sich in der Albertina Wien, in der Artothek des Bundes, im Stadtmuseum und in der Stadtverwaltung Klosterneuburg, im Rathaus und im Heimatmuseum Langenlois sowie in Privatbesitz.
Als Komponist war Alois Beran-Polly ebenfalls Autodidakt, studierte aber zwei Jahre lang Kontrapunkt und Kompositionslehre bei Franz Ritter. Werke für Haus- und Kammermusik erschienen bei Goll in Wien und bei Hohler und Schäffler in Karlsbad. Seine Kompositionen können in der Musiksammlung Wien eingesehen werden.
Als Autor und Übersetzer widmete er sich kulturphilosophischen Studien, schrieb Essays über Musik und war beeinflusst vom Kulturpessimismus Oswald Spenglers. Er übersetzte auch Texte aus dem Russischen.
Alois Beran-Polly starb 1945 in Langenlois durch Suizid.

## Werke (Auswahl)

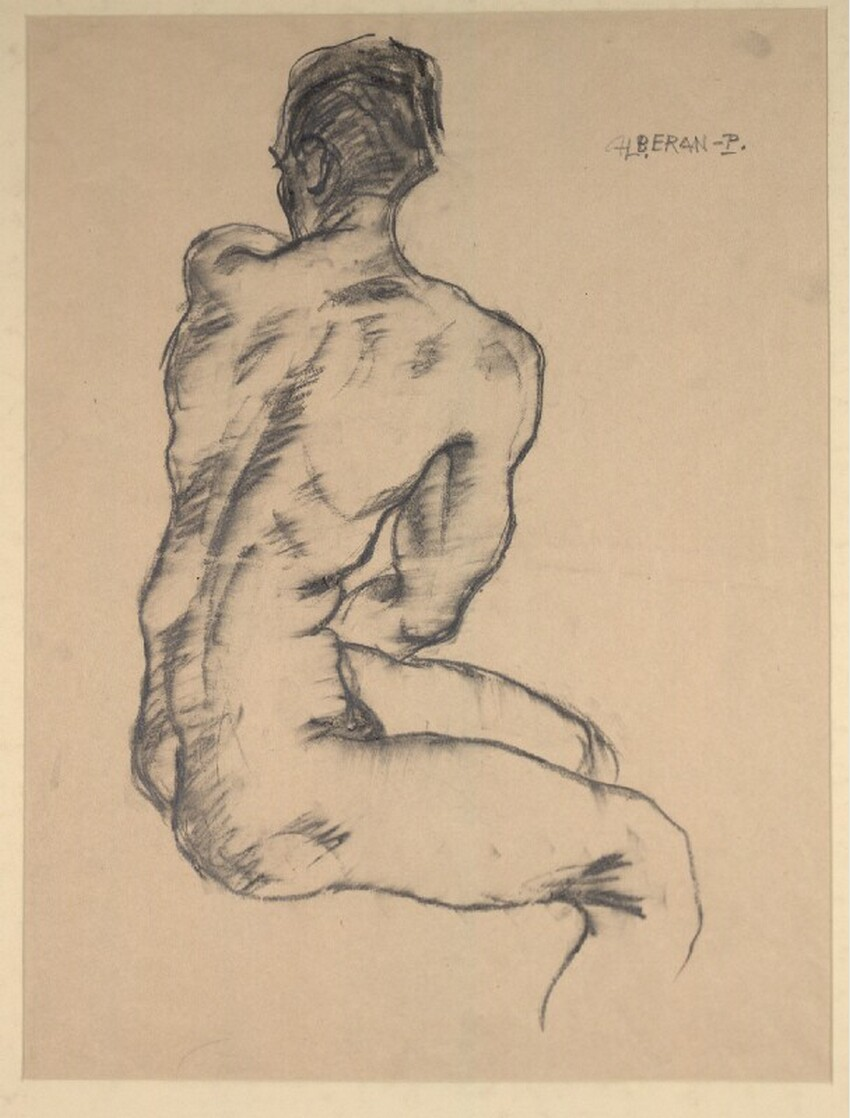
Männlicher sitzender Akt von rückwärts, Albertina Wien

- Männlicher sitzender Akt von rückwärts, Kreide, Bleistift, 56,2 × 42,2 cm, Albertina[2]
- Wien, Alter Hof, Öl auf Karton, 48 × 63 cm, Artothek des Bundes (erworben 1941)[3]
- Mädchen im roten Kleid[1]
- Alter Hof in Klosterneuburg
- Bootswerft im Kuchelauer Hafen[4]